# Balloon Cement
Balloon Cement es el trigesimosexto álbum de estudio del guitarrista Buckethead, publicado el 12 de abril de 2012 en formato digital a través de iTunes y el 17 de mayo de ese mismo año en formato físico por la discográfica Bucketheadland. El álbum es el sexto disco que forma parte de la serie Bucketheadland Pikes Series.

## Lista de canciones
Todas las canciones escritas y compuestas por Buckethead, excepto donde se indica. 
| N.º | Título                 | Duración |  |
| 1.  | «Balloon Cement»       | 3:06     |  |
| 2.  | «Red Water Colors»     | 3:46     |  |
| 3.  | «Transport Void»       | 0:45     |  |
| 4.  | «Thistle Museum»       | 0:45     |  |
| 5.  | «Alligator Eye Viewer» | 1:58     |  |
| 6.  | «Veil of Tinfoil»      | 4:34     |  |
| 7.  | «Chestplate»           | 1:18     |  |
| 8.  | «Vast Mound»           | 2:06     |  |
| 9.  | «Replacement Nail»     | 4:11     |  |
| 10. | «Shatter Shell»        | 5:01     |  |
| 11. | «Bridge to Borg»       | 0:55     |  |
| 12. | «Evaporate»            | 1:38     |  |

## Créditos
- Producido por Dan Monti
- Escrito y compuesto por Buckethead
- Edición y remezclas por Brewer
- Diseño artístico por Frankenseuss